# Festival de la Canción de Eurovisión 1972
El XVII Festival de la Canción de Eurovisión tuvo lugar el 25 de marzo de 1972 en el Usher Hall de Edimburgo, Escocia. La presentadora fue Moira Shearer, siendo la vencedora la cantante de origen griego Vicky Leandros, quien representaba a Luxemburgo. Su tema se titulaba "Après toi".
El principado de Mónaco, país ganador del año anterior, no pudo organizar el festival de este año, debido a la imposibilidad de encontrar un lugar adecuado para tal celebración en el principado. Por este motivo, la televisión monegasca invitó a la BBC a organizar el festival de este año debido a la experiencia que tenían, a pesar de que el Reino Unido había quedado clasificado en cuarto lugar el año anterior por detrás de España y Alemania Occidental. Por primera vez, la BBC organizaba dicho evento fuera de Londres. Era el cuarto festival de Eurovisión celebrado en el Reino Unido en 13 años.
Irlanda presentó un tema en gaélico, la única vez en su historia en haber concurrido con un tema cantando en dicho idioma, en medio de una gran tensión entre Irlanda y el país sede, Reino Unido, marcada por el conflicto de Irlanda del Norte y los dramáticos acontecimientos del Domingo Sangriento que dejaron 14 muertos. En el transcurso de su actuación, se produjo un intento de boicot. Al parecer alguien arrojó a las escaleras del teatro petardos malolientes, produciéndose un alboroto entre el público que allí se encontraba hasta el inicio de la actuación española.
A pesar de que fue "Après Toi" la canción que le dio a Vicky la victoria en esta edición, la canción que ella misma interpretó en el festival de 1967, "L'amour est bleu", ha tenido mucho más éxito internacional hasta la actualidad.

## Mapa

### Canciones y selección
| País y TV               | Título original de la canción    | Artista                          | Proceso y fecha de selección            |
| País y TV               | Traducción al español            | Idiomas                          | Proceso y fecha de selección            |
| ----------------------- | -------------------------------- | -------------------------------- | --------------------------------------- |
| Alemania Occidental ARD | Nur die Liebe läßt uns leben     | Mary Roos                        | Ein lied für Edinburgh 1972, 19-02-1972 |
| Alemania Occidental ARD | Solo el amor nos deja vivir      | Alemán                           | Ein lied für Edinburgh 1972, 19-02-1972 |
| Austria ORF             | Falter im Wind                   | Milestones                       | Elección Interna                        |
| Austria ORF             | Mariposa en el viento            | Alemán                           | Elección Interna                        |
| Bélgica BRT             | À la folie ou pas du tout        | Serge & Christine Ghisoland      | Final Nacional, 15-02-1972              |
| Bélgica BRT             | Apasionadamente o nada de nada   | Francés                          | Final Nacional, 15-02-1972              |
| España TVE              | Amanece                          | Jaime Morey                      | Elección Interna                        |
| España TVE              | -                                | Español                          | Elección Interna                        |
| Finlandia YLE           | Muistathan                       | Päivi Paunu & Kim Floor          | Euroviisut 1972, 29-01-1972             |
| Finlandia YLE           | ¿Te acuerdas?                    | Finés                            | Euroviisut 1972, 29-01-1972             |
| Francia ORTF            | Comé-Comédie                     | Betty Mars                       | Final Nacional 1972                     |
| Francia ORTF            | Come-comedia                     | Francés                          | Final Nacional 1972                     |
| Irlanda RTÉ             | Ceol an Ghrá                     | Sandie Jones                     | Eurosong 1972, 13-02-1972               |
| Irlanda RTÉ             | La música del amor               | Gaélico                          | Eurosong 1972, 13-02-1972               |
| Italia RAI              | I giorni dell'arcobaleno         | Nicola di Bari                   | Festival de San Remo 1972, 26-02-1972   |
| Italia RAI              | Los días del arco iris           | Italiano                         | Festival de San Remo 1972, 26-02-1972   |
| Luxemburgo CLT          | Après toi                        | Vicky Leandros                   | Elección Interna                        |
| Luxemburgo CLT          | Tras de ti                       | Francés                          | Elección Interna                        |
| Malta TMC               | L-Imħabba                        | Helen & Joseph                   | Final Nacional 1972                     |
| Malta TMC               | El amor                          | Maltés                           | Final Nacional 1972                     |
| Mónaco MTPBS            | Comme on s'aime                  | Peter McLane & Anne-Marie Godart | Elección Interna                        |
| Mónaco MTPBS            | Cómo nos amamos                  | Francés                          | Elección Interna                        |
| Noruega NRK             | Småting                          | Grethe & Benny                   | Melodi Grand Prix 1972, 19-02-1972      |
| Noruega NRK             | Las cosas pequeñas               | Noruego                          | Melodi Grand Prix 1972, 19-02-1972      |
| Países Bajos NOS        | Als het om de liefde gaat        | Sandra & Andres                  | Nationaal Songfestival 1972, 26-02-1972 |
| Países Bajos NOS        | Cuando todo se trata de amor     | Neerlandés                       | Nationaal Songfestival 1972, 26-02-1972 |
| Portugal RTP            | A festa da vida                  | Carlos Mendes                    | Festival da Canção 1972, 21-02-1972     |
| Portugal RTP            | La fiesta de la vida             | Portugués                        | Festival da Canção 1972, 21-02-1972     |
| Reino Unido BBC         | Beg, Steal or Borrow             | The New Seekers                  | A Song for Europe, 12-02-1972           |
| Reino Unido BBC         | Mendigar, robar o pedir prestado | Inglés                           | A Song for Europe, 12-02-1972           |
| Suecia SR               | Härliga sommardag                | Family Four                      | Melodifestivalen 1972, 12-02-1972       |
| Suecia SR               | Bonito día de verano             | Sueco                            | Melodifestivalen 1972, 12-02-1972       |
| Suiza SSR SRG           | C'est la chanson de mon amour    | Véronique Müller                 | Final Nacional, 12-02-1972              |
| Suiza SSR SRG           | Es la canción de mi amor         | Francés                          | Final Nacional, 12-02-1972              |
| Yugoslavia JRT          | Muzika i ti                      | Tereza Kesovija                  | Pjesma Eurovizije 1972, 12-02-1972      |
| Yugoslavia JRT          | La música y tú                   | Croata                           | Pjesma Eurovizije 1972, 12-02-1972      |

## Resultados
Luxemburgo lideró toda la ronda de votaciones.
| #  | País                | Intérprete(s)                    | Canción                         | Lugar | Puntos |
| -- | ------------------- | -------------------------------- | ------------------------------- | ----- | ------ |
| 01 | Alemania Occidental | Mary Roos                        | «Nur die Liebe läßt uns leben»  | 3     | 107    |
| 02 | Francia             | Betty Mars                       | «BComé comédie»                 | 11    | 81     |
| 03 | Irlanda             | Sandie Jones                     | «Ceol an ghrá»                  | 15    | 72     |
| 04 | España              | Jaime Morey                      | «Amanece»                       | 10    | 83     |
| 05 | Reino Unido         | The New Seekers                  | «Beg, steal or borrow»          | 2     | 114    |
| 06 | Noruega             | Grethe & Benny                   | «Småting»                       | 14    | 73     |
| 07 | Portugal            | Carlos Mendes                    | «A festa da vida»               | 7     | 90     |
| 08 | Suiza               | Véronique Müller                 | «C'est la chanson de mon amour» | 8     | 88     |
| 09 | Malta               | Helen & Joseph                   | «L-imħabba»                     | 18    | 48     |
| 10 | Finlandia           | Päivi Paunu & Kim Floor          | «Muistathan»                    | 12    | 78     |
| 11 | Austria             | Milestones                       | «Falter im Wind»                | 5     | 100    |
| 12 | Italia              | Nicola di Bari                   | «I giorni dell'arcobaleno»      | 6     | 92     |
| 13 | Yugoslavia          | Tereza Kesovija                  | «Muzika i ti»                   | 9     | 87     |
| 14 | Suecia              | Family Four                      | «Härliga sommardag»             | 13    | 75     |
| 15 | Mónaco              | Peter McLane & Anne-Marie Godart | «Comme on s'aime»               | 16    | 65     |
| 16 | Bélgica             | Serge & Christine Ghisoland      | «À la folie ou pas de tout»     | 17    | 55     |
| 17 | Luxemburgo          | Vicky Leandros                   | «Après toi»                     | 1     | 128    |
| 18 | Países Bajos        | Sandra & Andrés                  | «Als 't om de liefde gaat»      | 4     | 106    |

## Tabla de votos

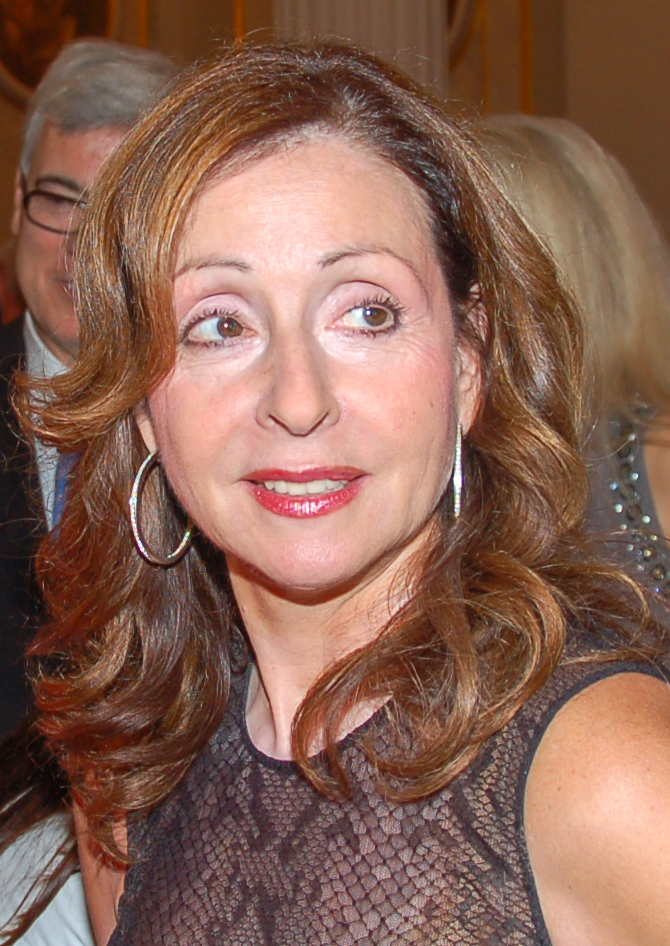
La cantante Vicky Leandros, ganadora.

| Bandera de Alemania Occidental       | Bandera de Francia  | Bandera de Irlanda | Bandera de España | Bandera del Reino Unido | Bandera de Noruega | Bandera de Portugal | Bandera de Suiza | Bandera de Malta | Bandera de Finlandia | Bandera de Austria | Bandera de Italia | Bandera de Yugoslavia | Bandera de Suecia | Bandera de Mónaco | Bandera de Bélgica | Bandera de Luxemburgo | Bandera de los Países Bajos |    |   |
| Participantes                        | Alemania occidental |                    | 8                 | 6                       | 9                  | 5                   | 6                | 6                | 5                    | 4                  | 5                 | 5                     | 7                 | 5                 | 8                  | 8                     | 7                           | 7  | 6 |
| Participantes                        | Francia             | 5                  |                   | 5                       | 2                  | 9                   | 7                | 2                | 3                    | 5                  | 4                 | 2                     | 3                 | 5                 | 2                  | 6                     | 7                           | 8  | 6 |
| Participantes                        | Irlanda             | 4                  | 3                 |                         | 4                  | 4                   | 6                | 4                | 3                    | 6                  | 3                 | 4                     | 3                 | 3                 | 5                  | 5                     | 4                           | 6  | 5 |
| Participantes                        | España              | 7                  | 5                 | 5                       |                    | 3                   | 8                | 6                | 3                    | 4                  | 4                 | 5                     | 3                 | 2                 | 7                  | 8                     | 3                           | 5  | 5 |
| Participantes                        | Reino Unido         | 8                  | 9                 | 6                       | 2                  |                     | 10               | 4                | 8                    | 2                  | 7                 | 7                     | 7                 | 9                 | 6                  | 9                     | 4                           | 8  | 8 |
| Participantes                        | Noruega             | 4                  | 3                 | 6                       | 5                  | 4                   |                  | 5                | 2                    | 5                  | 7                 | 3                     | 2                 | 5                 | 4                  | 4                     | 4                           | 6  | 4 |
| Participantes                        | Portugal            | 3                  | 4                 | 7                       | 7                  | 4                   | 2                |                  | 6                    | 5                  | 2                 | 4                     | 9                 | 4                 | 7                  | 4                     | 7                           | 10 | 5 |
| Participantes                        | Suiza               | 4                  | 5                 | 6                       | 5                  | 4                   | 7                | 2                |                      | 4                  | 7                 | 8                     | 5                 | 5                 | 4                  | 6                     | 4                           | 7  | 5 |
| Participantes                        | Malta               | 3                  | 2                 | 4                       | 2                  | 6                   | 2                | 2                | 2                    |                    | 5                 | 2                     | 2                 | 2                 | 3                  | 3                     | 2                           | 2  | 4 |
| Participantes                        | Finlandia           | 4                  | 3                 | 3                       | 6                  | 5                   | 6                | 4                | 3                    | 3                  |                   | 3                     | 3                 | 4                 | 4                  | 5                     | 8                           | 6  | 8 |
| Participantes                        | Austria             | 6                  | 6                 | 6                       | 6                  | 3                   | 5                | 5                | 7                    | 5                  | 4                 |                       | 6                 | 8                 | 10                 | 5                     | 4                           | 5  | 9 |
| Participantes                        | Italia              | 4                  | 5                 | 3                       | 2                  | 3                   | 6                | 7                | 9                    | 6                  | 6                 | 6                     |                   | 4                 | 8                  | 6                     | 6                           | 6  | 5 |
| Participantes                        | Yugoslavia          | 7                  | 4                 | 5                       | 8                  | 5                   | 4                | 5                | 2                    | 4                  | 3                 | 3                     | 2                 |                   | 4                  | 9                     | 8                           | 8  | 6 |
| Participantes                        | Suecia              | 5                  | 3                 | 5                       | 3                  | 3                   | 5                | 4                | 2                    | 4                  | 5                 | 4                     | 3                 | 7                 |                    | 5                     | 7                           | 5  | 5 |
| Participantes                        | Mónaco              | 4                  | 3                 | 4                       | 3                  | 5                   | 6                | 2                | 2                    | 5                  | 5                 | 3                     | 3                 | 4                 | 3                  |                       | 4                           | 4  | 5 |
| Participantes                        | Bélgica             | 2                  | 3                 | 4                       | 2                  | 5                   | 2                | 3                | 3                    | 5                  | 4                 | 2                     | 3                 | 2                 | 2                  | 4                     |                             | 6  | 3 |
| Participantes                        | Luxemburgo          | 9                  | 8                 | 9                       | 2                  | 10                  | 8                | 7                | 6                    | 4                  | 6                 | 8                     | 9                 | 10                | 8                  | 7                     | 8                           |    | 9 |
| Participantes                        | Países Bajos        | 6                  | 6                 | 8                       | 8                  | 9                   | 8                | 5                | 6                    | 3                  | 9                 | 6                     | 3                 | 9                 | 6                  | 5                     | 2                           | 7  |   |
| LA TABLA ESTÁ ORDENADA POR APARICIÓN |                     |                    |                   |                         |                    |                     |                  |                  |                      |                    |                   |                       |                   |                   |                    |                       |                             |    |   |

### Máximas puntuaciones
Tras la votación los países que recibieron 10 puntos (máxima puntuación que podía otorgar el jurado) fueron:
| N.º | A           | De                      |
| --- | ----------- | ----------------------- |
| 2   | Luxemburgo  | Reino Unido, Yugoslavia |
| 1   | Reino Unido | Noruega                 |
| 1   | Portugal    | Luxemburgo              |
| 1   | Austria     | Suecia                  |